# Рихтер, Владимир Николаевич
Влади́мир Никола́евич Ри́хтер (1880, Ростов-на-Дону — 6 ноября 1932, город Каркаралинск, Казахстан) — деятель Партии социалистов-революционеров, член её Центрального комитета в 1917—1918 годах.

## Биография
Сын «вольного штурмана» Николая Карловича Рихтера (1837?—1902) родился 20 июля (1 августа) 1880 года в Ростове-на-Дону. Отец, старший сын архангельского мещанина 21-летним юношей был выпущен в 1858 году из роты торгового мореплавания Штурманского училища и долгое время (вплоть до 1889 года) плавал на торговых судах; имел в собственности несколько домов в Одессе, где и скончался от инсульта, разбитый параличом. Мать, Мария Михайловна (1855—25.05.1939), дочь полковника Михаила Христиановича Крузе, в середине 1860-х годов исполнявшего должность одесского полицмейстера, была сестрой члена III Государственной думы Фёдора Михайловича Крузе; в Одессе была известна как основательница женской гимназии М. Рихтера и Ю. Шилейко. 
Владимир Рихтер окончил в Одессе Ришельевскую гимназию (1899); учился в одном классе с Лебединцевым. Поступил на историко-филологический факультет Новороссийского университета. Уже с 1898 года участвовал в революционной деятельности. В марте 1901 года был исключён из университета за участие в студенческих волнениях и сослан в Кишинёв. С 1902 года — член Партии социалистов-революционеров (эсеров; ПСР). В 1902 года сослан в Бендеры. В 1903 году окончил университет экстерном — сдал экзамены и получил диплом об окончании. Время первых кратковременных ссылок 1901 и 1902 годов стали в литературном отношении весьма продуктивными; был написан целый ряд рассказов: «В одиночном заключении», «Сон Ивана Петровича», «Из бумаг непризнанного философа», «На первых порах», «В Крыму», «Дианея», «Отшельник и цыган», «Люси», «Экстемпорале», «Музыка», «Записки сверчка», «Переписка», «История клуба приятного времяпрепровождения», «Соболезнующие», «Берта Чернявская», «Решительный шаг», «Мальчишник», «В беседке», «Сионист», «Партенитская скала», «За поездом» и др. Писал также стихи и либретто для оперы на тему рассказа «Отшельник и цыган». Однако доходов от литературной деятельности он не получил.
С конца 1904 года по декабрь 1905 учился в Лейпцигском университете, который оставил, вернувшись в охваченную революцией Россию. С 1905 года был одним из руководителей эсеровской организации. Весной 1906 года был арестован, в июне выслан в Вологодскую губернию, откуда в декабре 1906 года бежал за границу. В 1907 году жил в Италии, в 1908—1910 годах — во Франции, где учился в Сорбонне и Высшей школе социальных наук и, одновременно, читал лекции по западноевропейской литературе в Парижском вольном университете. Был членом и секретарём Областного Заграничного комитета ПСР, членом Следственной комиссии при ЦК ПСР, занимавшейся расследованием дел эсеров, обвинявшихся в связях с охранкой. 
Летом 1910 года поступил в Римский университет, где до 1913 года слушал курсы по юриспруденции и естественным наукам. в свободное время изучал историю, археологию, архитектуру, занимался переводами с итальянского. Был экспертом в итальянской литературе. Занимался активной просветительской и журналистской деятельностью: был членом Ассоциации периодической печати Италии, членом Ассоциации зарубежной печати в Риме, итальянским корреспондентом кадетской газеты «Речь». Читал лекции по истории, архитектуре, проводил экскурсии по Риму и его окрестностям для русских эмигрантов.

### Деятельность в 1917—1922
В мае 1917 года, после Февральской революции, вернулся в Петроград. Был избран членом Петроградского комитета ПСР, а на III съезде партии (май-июнь 1917) — членом ЦК ПСР. Также был избран секретарём ЦК, входил в иногороднюю комиссию и комиссию по выборам в Учредительное собрание. В 1917 году был избран членом Учредительного собрания от Херсонской губернии по списку ПСР. На IV съезде партии (ноябрь-декабрь 1917) вновь избран членом ЦК. Был делегирован в Киев для переговоров с руководством украинских эсеров, не противодействовал их решению проголосовать за предоставление украинской делегации на переговорах в Бресте права на заключение сепаратного мира с Германией.
В мае 1918 за это был выведен из состава ЦК и уехал в Одессу, где возглавлял комитет ПСР до 1921 года. В этот же период продолжал заниматься журналистской, преподавательской (в средних учебных заведениях) и просветительской деятельностью. Выступал с лекциями и речами как по политической и идеологической тематике (весной 1920 года прочитал курс лекций на тему «Идеология партии социалистов-революционеров»), так и по вопросам литературы и истории искусств. Был сторонником демократического пути развития России, подвергал критике антидемократические и авторитарные меры как красных, так и белых властей.
Был арестован 22 февраля 1921 года; в течение года находился в Одесской тюрьме. Один из одесских чекистов дал такую его характеристику:

Рихтер является теоретиком, духовным главою организации, особенно пользуется большими симпатиями среди учащейся молодежи, им был организован кружок по изучению народничества, из которого в последнее время образовалась студенческая организация. Даже и теперь, находясь в изоляторе, он руководит действиями Одесской организации П. С. Р. и большинство статей, напечатанных в их листовках, принадлежат ему.

В связи с подготовкой процесса над эсерами в 1922 году московское начальство потребовало от Одесской ЧК отправить Рихтера в Москву; 8 марта 1922 года он был отпущен из одесской тюрьмы для устройства личных дел и скрылся (существует версия, согласно которой чекисты, испытывавшие уважение к Рихтеру, фактически позволили ему бежать, зная, что в Москве ему угрожает смертный приговор). Перешёл на нелегальное положение, был членом Центрального организационного бюро, заменявшего ЦК ПСР.

### В тюрьмах и ссылке
28 сентября 1922 был арестован на совещании эсеров в Киеве с документами на имя Писаревского. Был доставлен в Москву, где содержался во Внутренней тюрьме ГПУ. Назвал свою настоящую фамилию, но отказался давать показания. Обвинён в том, что в 1918 году участвовал в заговоре с целью убийства В. И. Ленина и передал члену ПСР Л. В. Коноплёвой яд кураре, использовавшийся позднее при покушении на Ленина. Обвинение основывалось на показаниях Коноплёвой, к тому времени ставшей коммунисткой и работавшей в военной разведке.
Понимая, что приговор предрешён, отказался участвовать в суде. 4 июля 1923 года был приговорён Судебной коллегией Верховного суда РСФСР к расстрелу. 18 сентября того же года Президиум ВЦИК заменил ему смертную казнь десятью годами лишения свободы.
В октябре 1923 — феврале 1924 года находился в Суздальском политизоляторе, в феврале 1924 — июне 1925 — в Челябинском политизоляторе, в июле 1925 — июне 1926 — в Тобольском политизоляторе, летом 1926 года — в Бутырской тюрьме, в сентябре 1926 — июне 1929 — в Верхне-Уральском политизоляторе. 
С 1929 года — в Средней Азии. С июня 1930 года находился в ссылке в Каркаралинске, в южном Казахстане. Работал в конторе по снабжению хлебом населения, а затем счетоводом, помощником бухгалтера в Баяно-Каркаралинском леспромхозе. В 1931 года был арестован по обвинению во «вредительстве», содержался в Каркаралинской тюрьме, затем был освобождён. Находясь в Казахстане, подружился со ссыльным православным священником Александром Андреевым. Умер 6 ноября 1932 года от брюшного тифа.
В его автобиографии, написанной в Каркаралинской тюрьме в 1931 году, в частности говорилось:

При царском режиме трижды арестовывался, трижды ссылался и дважды был в эмиграции. При коммунистическом трижды арестовывался, восемь с половиной лет отбыл в политизоляторах и теперь нахожусь в ссылке. Член Партии Социалистов Революционеров.
Особую важность в этом тексте представляет информация о том, что и в 1931 году Рихтер признавал себя членом партии эсеров, несмотря на фактическое прекращение её деятельности и на неизбежное недовольство такой позицией со стороны органов советской власти.

## Поэт
Автор прозаических произведений, а также большого количества стихов, которые были написаны в тюрьмах. Одно из них — «На расстрел Гумилёва» — было написано 29 декабря 1928:
Где смерть для проклятых имён,
Лежащих в прахе вечных тлений?
А с ними в список занесён
И твой палач покорный, Ленин!
Когда звереющий чекист
Плюется пулею в поэта,
Что нам до подставной руки!
Лишь ты ответственен за это!

## Семья
Был женат первым браком (закончившимся разводом) на купеческой дочери, австрийской подданной (видимо, её фамилия была Петерец). В этом браке родился сын Николай Петерец (1907(?) — 1944) — поэт, получил образование в Харбине, с 1934 года жил в Шанхае, где и умер.
Вторая жена, Вера Вадимовна, урождённая Суворова (1884—?) происходила из дворянской семьи, участвовала в революционной деятельности, арестовывалась; около 1904 года в первый раз вышла замуж — за Н. Н. Кузьмина, от которого у нее родились сын Сергей (в 1906) и дочь Елена (в 1910). Дети В. Н. Рихтера — Всеволод (умер в детстве от дифтерита), Мария (06.03.1916—?), Валерия (умерла в детстве), Вера (16.09.1922, Гатчина - 1987, Б. Ильинское Каширский р-н Московская обл.; закончила педагогический институт и много лет работала в школе, вместе со школьниками сумела создать краеведческий музей в школе с. Б.Ильинское Каширского р-на, который позднее был передан в Каширу и послужил базой для создания районного краеведческого музея (ныне Каширский краеведческий музей)).